# L'albero delle fragole
L'albero delle fragole ((ES)  El árbol de las fresas, (EN)  The Strawberry Tree) è un documentario del 2011 realizzato da Simone Rapisarda Casanova.

## Soggetto
A un anno di distanza dal passaggio dell'uragano Ike, gli abitanti di Juan Antonio, un piccolo insediamento di pescatori a Cuba, ricordano il loro villaggio andato distrutto. I loro ricordi introducono le immagini di vita quotidiana filmate dal regista-etnografo pochi giorni prima della devastazione. In mancanza di ruoli definiti, il rapporto tra regista e abitanti del villaggio si evolve in modo paradossale: i pescatori rivelano una inaspettata familiarità con le tecniche etnografiche, additano il regista dietro l'obiettivo, gli danno consigli e si prendono gioco di lui. È il rovesciamento del paradigma della mosca-sul-muro caro al cinema etnografico classico.

## Produzione
L'albero delle fragole è il primo lungometraggio di Rapisarda Casanova. L'autore ha realizzato personalmente riprese, montaggio e mix sonoro.
Alla base delle scelte realizzative c'è una poetica dell'autenticità che induce l'autore a dismettere l'uso della scrittura preliminare in favore di una realizzazione di tipo process-driven.  Questo perché l'essenza di luoghi, personaggi e relazioni possa rivelarsi liberamente nel corso del suo lavoro.
Come in altre sue opere, uno dei temi centrali è il contatto fra culture diverse: qui nella forma del processo storico di colonizzazione, altrove come incontro o frontiera (La creazione di significato). Cuba viene scelta perché ipotetico punto di approdo di Cristoforo Colombo, ma anche perché gli abitanti, malgrado la bassa estrazione sociale, possiedono spesso un'educazione di livello universitario e sono a conoscenza delle pratiche attraverso le quali il mondo occidentale si mette in relazione con loro (in questo caso antropologia, etnografia e documentario etnografico).
Gli elementi stilistici derivanti da queste scelte di base sono i lunghi piani sequenza in presa unica, la camera fissa,  e una marcata preferenza per il sonoro diegetico.  Luce e colore sono oggetto di elaborazione meticolosa.

## Riconoscimenti e festival

### Riconoscimenti
- Premio per il miglior regista emergente — Ann Arbor Film Festival 2012
- Premio per il miglior film documentario — Festival internazionale del film Cine Las Americas 2012, Austin
- Premio del National Film Board of Canada per il documentario più innovativo — Festival del film documentario Doxa 2012, Vancouver
- Menzione onorevole della giuria — Festival internazionale del film di Miami 2012
- Inclusione nella lista dei 50 migliori film non distribuiti del 2012, Film Comment, New York

### Acquisizioni
- Biblioteca nazionale di Francia (2012)
- Library and Archives Canada (2012)

### Altri festival e rassegne
2013
- Rencontres Internationales Paris/Berlin/Madrid - New Cinema and Contemporary Art, Berlino

2012
- Los Angeles Film Festival
- Cinematheque108, USC School of Cinematic Arts, Los Angeles
- Rencontres Internationales Paris/Berlin/Madrid - New Cinema and Contemporary Art, Parigi
- Guangzhou International Documentary Film Festival, Cina
- São Paulo International Film Festival, Brasile
- Jean Rouch International Ethnographic Film Festival, Parigi
- London Open City Documentary Festival
- Images Film Festival, Toronto
- Thessaloniki Documentary Festival
- Cinélatino, Rencontres de Toulouse, Francia

2011 
- Festival del film Locarno
- IDFA - Amsterdam International Documentary Film Festival
- Torino Film Festival
- Montreal World Film Festival